# Le Gouray
Le Gouray is een plaats en voormalige gemeente in het Franse departement Côtes-d'Armor, in de regio Bretagne. De plaats maakt deel uit van het arrondissement Dinan.

## Geschiedenis
Le Gouray is op 1 januari 2016, samen met de gemeenten Collinée, Langourla, Plessala, Saint-Gilles-du-Mené, Saint-Gouéno en Saint-Jacut-du-Mené, opgegaan in de gemeente Le Mené.

## Geografie
De oppervlakte van Le Gouray bedraagt 30,5 km².
De onderstaande kaart toont de ligging van Le Gouray met de belangrijkste infrastructuur en aangrenzende gemeenten.

## Demografie
Onderstaande figuur toont het verloop van het inwonertal.
Collinée · Le Gouray · Langourla · Plessala · Saint-Gilles-du-Mené · Saint-Gouéno · Saint-Jacut-du-Mené